# Позитроний
Позитро́ний — связанная квантовомеханическая система (экзотический атом), состоящая из электрона и позитрона. В зависимости от взаимного направления спинов электрона и позитрона различают ортопозитроний (спины сонаправлены, суммарный спин S = 1) и парапозитроний (спины противоположно направлены, суммарный спин S = 0). Позитроний, как и атом водорода, представляет собой систему двух тел, и его поведение и свойства точно описываются в квантовой механике. Он был впервые экспериментально идентифицирован в 1951 году Мартином Дойчем, хотя его существование предсказал ещё в 1934 году Степан Мохоровичич.

## Свойства
Приведённая масса {\displaystyle \mu ={{m_{1}m_{2}} \over {m_{1}+m_{2}}}} для позитрония почти вдвое меньше приведённой массы для атома водорода (и ровно вдвое меньше массы электрона). Из этого следует, что радиус атома позитрония в основном состоянии (0,106 нм) почти в два раза больше радиуса атома водорода, а его потенциал ионизации из основного состояния равен 6,77 эВ (вдвое меньше потенциала ионизации водорода).
Позитроний быстро аннигилирует, его время жизни зависит от спина: покоящийся парапозитроний в вакууме аннигилирует в среднем за
{\displaystyle t_{0}={\frac {2\hbar }{m_{\mathrm {e} }c^{2}\alpha ^{5}}}=~{\text{0,1244 нс}}.}
Парапозитроний аннигилирует на два гамма-кванта с энергией по 511 кэВ и противоположными импульсами.
Ортопозитроний в вакууме живёт на три порядка дольше:
{\displaystyle t_{1}\approx {\frac {9h}{4m_{\mathrm {e} }c^{2}\alpha ^{6}(\pi ^{2}-9)}}=~{\text{138,6 нс}}.}
Указанная формула для времени жизни ортопозитрония приблизительна, она не учитывает высших порядков теории возмущений. С учётом поправок до степени O(α2) расчётное время жизни ортопозитрония увеличивается и составляет 142 нс, что совпадает с экспериментально измеренным временем жизни: 142,05(2) нс.
Ортопозитроний распадается на нечётное число гамма-квантов (чаще всего три) в силу закона сохранения зарядовой чётности (C), поскольку для ортопозитрония C = −1, а для системы из n фотонов C = (−1)n (т.е. пара фотонов имеет положительную C, а три фотона — отрицательную). Кроме того, распад o-Ps на два фотона запрещён теоремой Ландау — Янга, утверждающей, что массивная частица (или система частиц, в частности o-Ps) с полным моментом импульса 1 не может распасться на два фотона. Невозможность аннигиляции ортопозитрония на два фотона была впервые теоретически доказана И. Я. Померанчуком в 1947 году. В среде время жизни позитрония уменьшается (для ортопозитрония в твёрдом веществе оно становится менее 1 нс), и относительная вероятность аннигиляции в 2 гамма-кванта растёт благодаря взаимодействию с окружением. Возможна аннигиляция позитрония в большее число гамма-квантов, однако вероятность этого очень мала; например, аннигиляция ортопозитрония в пять гамма-квантов в 1,0×106 раз менее вероятна, чем в три гамма-кванта; относительная вероятность аннигиляции парапозитрония в четыре гамма-кванта составляет 1,49×10−6. В любом случае суммарная энергия аннигиляционных гамма-квантов в системе центра инерции позитрония равна 1022 кэВ (соответствует удвоенной массе электрона). Распад с вылетом одного гамма-кванта в вакууме запрещён законом сохранения импульса, как для орто-, так и для парапозитрония.
Масса основного состояния ортопозитрония (терм 3S1) на 8,4⋅10−4 эВ больше, чем основного состояния парапозитрония (терм 1S0), между этими двумя состояниями возможны переходы. При образовании атома позитрония из неполяризованных частиц ортопозитроний возникает втрое чаще, так как его статистический вес g = 2S + 1 втрое больше, чем у парапозитрония. Хотя время жизни позитрония мало́, он успевает вступить в химические реакции. Химия позитрония достаточно хорошо изучена (как правило, она рассматривается в рамках мезонной химии, хотя электрон и позитрон не относятся к мезонам). Химический символ позитрония — Ps; орто- и парапозитроний обозначаются соответственно o-Ps и p-Ps. По химическим свойствам позитроний близок к водороду, его взаимодействия используются для изучения кинетики химических реакций, диффузии, фазовых переходов и других физико-химических процессов в газах и конденсированных средах.
Позитроний (как и мюоний) является чисто лептонным атомом, поэтому его оптический спектр и прецизионное измерение времени жизни представляют особый интерес для проверки предсказаний квантовой электродинамики. Изучается также отрицательный ион позитрония Ps−, состоящий из двух электронов и позитрона.

## Экзотические распады позитрония
Предсказаны, но никогда не наблюдались распады позитрония через слабое взаимодействие. В частности, распад ортопозитрония на два электронных нейтрино (точнее, на нейтрино и антинейтрино) разрешён в Стандартной Модели через обмен виртуальным W-бозоном между электроном и позитроном или аннигиляцию в виртуальный Z-бозон, который распадается в нейтрино-антинейтринную пару. Учёт обоих этих процессов ведёт к относительной вероятности аннигиляции {\displaystyle e^{+}e^{-}\to \nu _{e}{\overline {\nu }}_{e}}, равной 6,2×10−18. Распад ортопозитрония в нейтрино-антинейтринную пару с не-электронным флейвором, возможный только через нейтральные токи (т.е. {\displaystyle e^{+}e^{-}\to Z^{0}\to \nu _{l}{\overline {\nu }}_{l}}, где {\displaystyle l=\mu ,\tau }), имеет относительную вероятность 9,5×10−21 как для мюонных, так и для тау-нейтрино. Экспериментальные ограничения на вероятность распада позитрония в любые «невидимые» каналы значительно слабее теоретических предсказаний: <4,2⋅10−7 для o-Ps и <4,3⋅10−7 для p-Ps. Некоторые неизвестные свойства нейтрино, выходящие за рамки Стандартной Модели (например, гипотетический высокий магнитный момент), могут существенно повысить вероятность таких процессов. 

## Молекулярный позитроний
Молекуля́рный позитро́ний, дипозитро́ний, Ps2 — молекула, состоящая из двух атомов позитрония (то есть связанная система из двух электронов и двух позитронов).
В 1946 году Дж. А. Уилер предположил, что два атома позитрония могут объединиться в молекулу с энергией связи около 0,4 эВ (дипозитроний). В 2005 появились сообщения о возможном наблюдении молекулярного позитрония Ps2, подтверждённые в сентябре 2007. Молекулы Ps2 были обнаружены при облучении тонкой плёнки пористого кварца мощным потоком позитронов.

## Полиэлектроны
Кроме молекулярного позитрония, существуют и другие связанные системы из нескольких электронов и позитронов; такие системы называют полиэлектронами. Простейшая из них — отрицательный ион позитрония Ps−, состоящий из двух электронов и позитрона. Эта система имеет только одно связанное состояние — основное (как и отрицательный ион водорода), его энергия связи составляет лишь 0,33 эВ. В нём оба электрона (с противоположно направленными спинами) и позитрон находятся в S-состоянии (без орбитального момента). Ps− может аннигилировать и в два, и в три фотона, в зависимости от того, с каким из электронов аннигилирует позитрон; два фотона возникают при аннигиляции с электроном, имеющим противоположно направленный спин, три — сонаправленный. В отличие от нейтрального позитрония, Ps− теоретически может аннигилировать даже с испусканием одного фотона (импульс в этом случае распределяется поровну между фотоном и выжившим электроном), однако такой процесс сильно подавлен и экспериментально не наблюдался. Теоретически вычисленная ширина распада Ps− составляет 2,087 963(12) нс−1, время жизни 0,489 нс, примерно в 4 раза больше времени жизни парапозитрония. Другие полиэлектроны, кроме Ps− и Ps2, экспериментально пока не наблюдались.